# Porcorhinus mastersi
Porcorhinus mastersi är en insektsart som beskrevs av Goding 1903. Porcorhinus mastersi ingår i släktet Porcorhinus och familjen dvärgstritar. Inga underarter finns listade i Catalogue of Life.